# Warrington (Nowa Zelandia)
Warrington – miasto w Nowej Zelandii, na Wyspie Południowej, w regionie Otago.